# The Hawk, the Beak, the Prey
The Hawk, the Beak, the Prey ist das Debütalbum der Berliner Band Me and My Drummer, welches am 11. Mai 2012 bei dem Label Sinnbus erschien. Produziert wurde das Album von Tobias Siebert im Radio Buellebrueck Studio in Berlin-Kreuzberg.

## Entstehung
Sängerin Charlotte Brandi begründete die Orientierung des Albums mit dem Hereinbrechen des Winters in Berlin, welcher sie zum Schreiben melancholischer Stücke brachte. Das Album wurde Peter Freiberg gewidmet.

## Stil
Auf ihrem Debütalbum verzichten die beiden Musiker Charlotte Brandi und Matze Pröllochs gänzlich auf Instrumente wie Gitarre und konstruieren ihren charakteristischen und minimalistischen Sound nur aus Schlagzeug, Keyboards und Gesang. Die textuelle Handlung des Albums bezieht sich auf verschiedene Bereiche wie etwa den Tod (You're a Runner, Runner (Reprise)) oder die paranoide Schizophrenie (Phobia). Das Album ist wegen seiner ätherischen Texturen und Stimmungen unter anderem dem Dream Pop zuzuordnen, wobei sich Me and My Drummer gegen die Verwendung der genretypischen Gitarre richten und mehr auf Synthesizer, Pad-Sounds und Keyboard-Bass setzen.

## Titelliste
- Phobia – 3:57
- Rain Kids – 3:48
- You're a Runner – 3:24
- Mother Shell – 5:35
- Don't Be So Hot – 3:06
- The Wings – 4:06
- Down My Couch – 2:34
- Heavy Weight – 4:36
- So Foreign – 5:43
- Runner (Reprise) – 3:28

## Besetzung
Me and My Drummer:
- Charlotte Brandi – Vocals, Synthesizer, Piano, Harmonium, Cello, Gitarre, Mandoline, Glockenspiel, Spielzeug Piano, Klänge
- Matze Pröllochs – Schlagzeug, Percussion, Klänge, Stimmen

Gäste:
- Tobias Siebert – Stimmen, Klänge, Synthesizer, Violine, Tambourin, Sansula, Dulcimer
- Simon Frontzek – Stimmen, Klänge
- Stella Manno – Violine bei „Mother Shell“
- Robin-Lynn Hirzel – Violine bei „Mother Shell“
- Ida Luzie Philip – Viola bei „Mother Shell“
- Elias Schomers – Cello bei „Mother Shell“

## Rezeption
Das Album wurde von Kritikern positiv aufgenommen. Der Rolling Stone gab dem Album 3,5 von 5 Sternen und Jan Wigger schrieb im Spiegel, Me and My Drummer verführen „schon jetzt nach dem einzig richtigen Prinzip: Lieber gute Lügen als schlechte Wahrheiten“, wobei Charlotte Brandi in einem Interview bei der on3 Startrampe über das Album sagte, es enthielte nur „30 % fiktive Inhalte“. Helen Earnshaw vom britischen Frauenmagazin Female First beschrieb The Hawk, The Beak, The Prey als eines der am einzigartigsten klingenden Pop-Alben des Jahres 2012 und vergab ebenfalls 3,5 von 5 Bewertungseinheiten. Der Musikexpress beschrieb die Band als „große Pop-Hoffnung aus Berlin“ und bewertete ihr Album mit 5 von 5 Sternen.